# وارويك براون
وارويك براون (بالإنجليزية: Warwick Brown)‏ هو سائق سباق أسترالي، ولد في 24 ديسمبر 1949 في سيدني في أستراليا.

## روابط خارجية
- وارويك براون على موقع Racing-Reference.info (الإنجليزية)
- وارويك براون على موقع DriverDB.com (الإنجليزية)